# Crucifixo

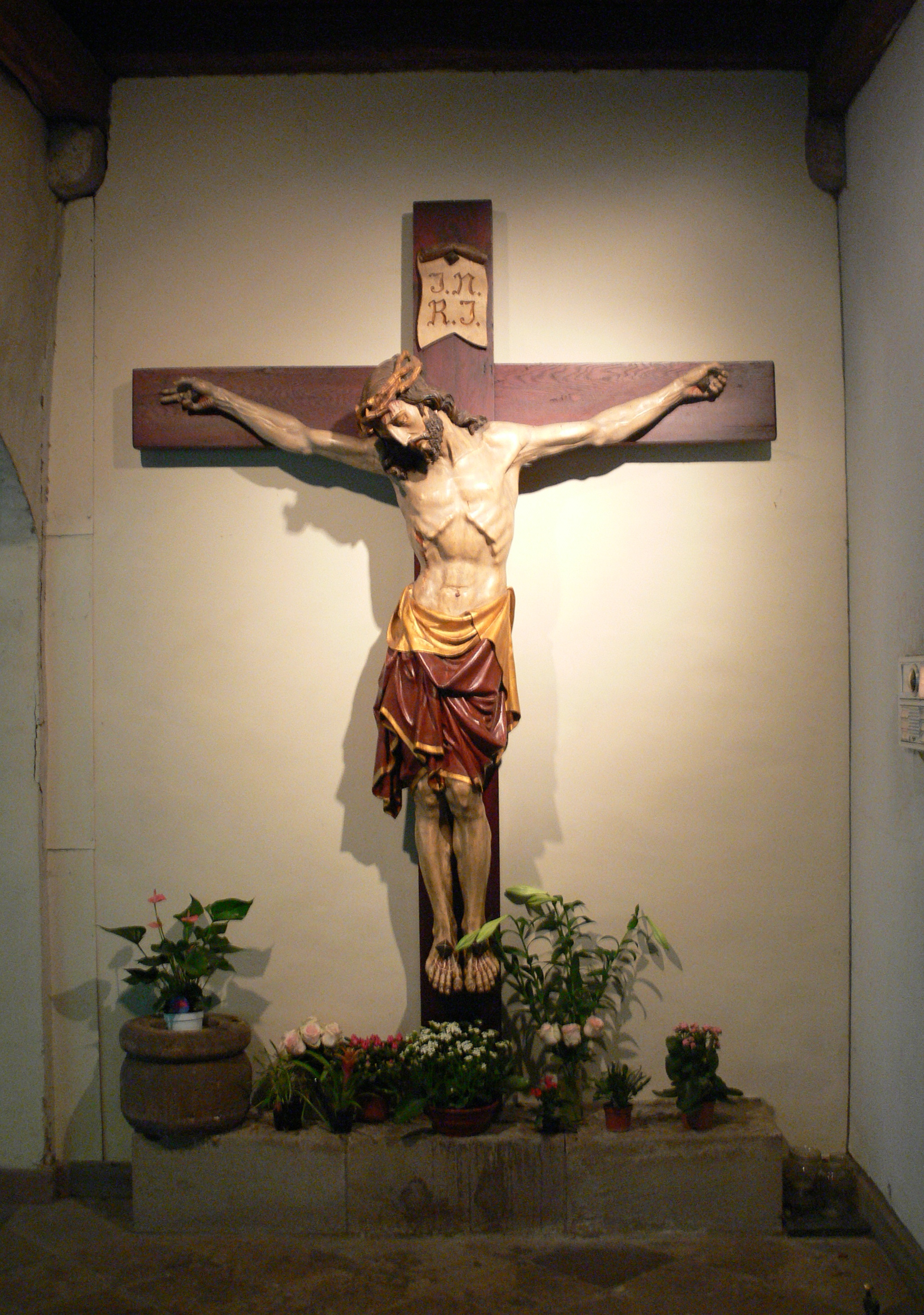
Um crucifixo na igreja de Essen, na Alemanha.

Crucifixo (do latim cruci fixus que significa 'fixado a uma cruz') é uma cruz com uma imagem de Jesus, distinta de uma cruz nua. A representação do próprio Jesus na cruz é referida como corpus (latim para 'corpo').
O crucifixo é o símbolo principal para muitos grupos cristãos e uma das formas mais comuns de crucificação nas artes. É especialmente importante na Igreja Católica, mas também é usado na Igreja Ortodoxa Oriental, na maioria das Igrejas Ortodoxas Orientais (exceto a Igreja Armênia e Siríaca), no luteranismo e no anglicanismo. O símbolo é menos comum em igrejas de outras denominações protestantes, e na Igreja Assíria do Oriente e na Igreja Apostólica Armênia, que preferem usar uma cruz sem a figura de Jesus (o corpus).